# بلدة مينوموني (ويسكونسن)
مينوموني (بالإنجليزية: Menomonie (town), Wisconsin)‏ هي بلدة تقع بولاية ويسكونسن في الولايات المتحدة. تبلغ مساحتها 108.8 (كم²)، وترتفع عن سطح البحر 262 م، بلغ عدد سكانها 3174 نسمة في عام 2000 حسب إحصاء مكتب تعداد الولايات المتحدة وتصل الكثافة السكانية فيها 29.3 نسمة/كم2.

## وصلات خارجية
- http://www.townofmenomonie.org/index.html
- The US50 - Cities and Towns in Wisconsin State
- Wisconsin Cities and Towns, Facts, Map, Flag, Colleges, Government, and More